# تشارلز هالدمان
تشارلز هالدمان (بالإنجليزية: Charles Haldeman)‏ (27 سبتمبر 1931 - 19 يناير 1983)؛ كاتب، كاتب سيناريو وروائي أمريكي.